# Пёккинг
Пёккинг (нем. Pöcking) — поселение в земле Бавария на юге Германии с населением около 5,7 тыс. человек.  
В Пёккинге расположен замок Поссенхофен.

## Персоналии
- Арендс, Карл (1815—1881) — немецкий географ.
- Лени Рифеншталь (1902—2003) — немецкий кинорежиссёр и фотограф.
- Здесь проживал глава австрийского императорского дома — кронпринц Отто фон Габсбург.